# Edwin Young
Edwin Frank Young –conocido como Win Young– (Phoenix, 29 de septiembre de 1947-Tucson, 22 de junio de 2006) fue un deportista estadounidense que compitió en saltos de plataforma.
Participó en los Juegos Olímpicos de México 1968, obteniendo una medalla de bronce en la prueba individual. Ganó una medalla de oro en los Juegos Panamericanos de 1967.

## Palmarés internacional
| Juegos Olímpicos     | Juegos Olímpicos  | Juegos Olímpicos  | Juegos Olímpicos |
| Año                  | Lugar             | Medalla           | Prueba           |
| -------------------- | ----------------- | ----------------- | ---------------- |
| 1968                 | México (México)   | Medalla de bronce | Plataforma 10 m  |
| Juegos Panamericanos |                   |                   |                  |
| Año                  | Lugar             | Medalla           | Prueba           |
| 1967                 | Winnipeg (Canadá) | Medalla de oro    | Plataforma 10 m  |